# 毛肯·赛衣提哈木扎
毛肯·赛衣提哈木扎（羅馬化：Mawken Seyitqamzaüli，1952年11月—），男，哈萨克族，新疆维吾尔自治区阿勒泰地区人，中华人民共和国政治人物。曾任新疆维吾尔自治区政协副主席，第十、十一届全国人大代表，第十二届全国政协委员。

## 生平
1975年9月加入中国共产党。2007年11月至2012年1月，担任新疆维吾尔自治区伊犁哈萨克自治州党委副书记、州长；2012年1月至2013年1月，新疆维吾尔自治区人大常委会副主任。2013年1月，任新疆维吾尔自治区政协副主席。2016年1月，辞去新疆维吾尔自治区十一届政协副主席职务。